# Roger Delgado
Roger Caesar Marius Bernard de Delgado Torres Castillo Roberto (* 1. März 1918 in Whitechapel, London, England; † 18. Juni 1973 in Nevşehir, Türkei) war ein britischer Schauspieler.

## Leben
Delgado war der Sohn eines spanischen Vaters und einer belgischen Mutter. Er wuchs in Whitechapel auf. Delgado besuchte die Cardinal Vaughn Schule und The London School of Economics. Nach seiner Schulausbildung arbeitete er in einer Bank. Anderthalb Jahre später kündigte Delgado seinen Job, um sich einer Repertoire–Theatergruppe in Leicester anzuschließen. Einige Zeit später kämpfte er als Soldat im Zweiten Weltkrieg. Als der Krieg vorbei war, arbeitete er als Schauspieler im Radio, Fernsehen und Theater. Besonders gefragt war er durch sein einzigartiges Äußeres und seine unverwechselbare Stimme. Delgado war in verschiedenen Filmen und Fernsehserien zu sehen. Darunter waren die Filme Im Netz der Abwehr, Panzerschiff Graf Spee, Der Fluch der Mumie und Sommer der Verfluchten, sowie die Fernsehserie Sir Francis Drake.  Nachdem er bereits dreimal vergeblich versucht hatte, eine Rolle in der britischen Fernsehserie Doctor Who zu bekommen, wurde Delgado 1971 als Master gecastet. Der Master ist einer der wichtigsten Gegenspieler des Doktors. Delgado spielte diesen in 37 Folgen.
1973 war Delgado für Dreharbeiten für die deutsch-französische TV-Miniserie Die gelbe Karawane über die Croisière Jaune in der Türkei. Während des Drehs starb er bei einem Autounfall. Die Miniserie wurde fertig gestellt und erschien 1974 in Frankreich und 1975 in Deutschland. Eigentlich sollte Delgado später in der Doctor-Who-Folge The Final Game zusammen mit Jon Pertwee seinen Abschied aus der Serie feiern. Der Master sollte beim Versuch, den Doktor zu retten, sterben. Als die Nachricht von Delgados Tod die Produzenten erreichte, ließen sie das Drehbuch neuschreiben.

## Filmografie (Auswahl)
- 1948: Distinguished Gathering
- 1952: Murder at Scotland Yard
- 1953: The Broken Horseshoe
- 1953: Der Schlüssel zum Paradies (The Captain’s Paradise)
- 1953: Blood Orange
- 1954: Third Party Risk
- 1954: The Three Musketeers (Fernsehserie, 6 Folgen)
- 1955: Sturm über dem Nil (Storm Over the Nile)
- 1955–1957: BBC Sunday–Night Theatre (Fernsehserie, 6 Folgen)
- 1956: Panzerschiff Graf Spee (The Battle of the River Plate)
- 1957: Seeabenteuer (The Buccaneers, Fernsehserie, 3 Folgen)
- 1957: Manuel (Captains Courageous)
- 1957: Huntingtower (Fernsehserie, 6 Folgen)
- 1957: Der Mann im Schatten (Man in the Shadow)
- 1957–1967: ITV Play of the Week (Fernsehserie, 4 Folgen)
- 1958: Wütende See (Sea Fury)
- 1958: Queen’s Champion (Fernsehserie, 6 Folgen)
- 1958: Handlanger des Teufels (Mark of the Phoenix)
- 1959: Rakete 510 (First Man into Space)
- 1959: Die Würger von Bombay (The Stranglers of Bombay)
- 1959–1965: Gefährliche Geschäfte (The Third Man) (Fernsehserie, 6 Folgen)
- 1960: Sands of the Desert
- 1960: Biggles (Fernsehserie, 6 Folgen)
- 1960: Terror der Tongs (The Terror of the Tongs)
- 1960: The Odd Man (Fernsehserie, 3 Folgen)
- 1961: Sommer der Verfluchten (The Singer Not the Song)
- 1961–1962: Sir Francis Drake – Der Pirat der Königin (Sir Francis Drake) (Fernsehserie, 7 Folgen)
- 1961–1964: Geisterschwadron (Ghost Squad) (Fernsehserie, 4 Folgen)
- 1962: Village of Daughters
- 1962: Der Weg nach Hongkong (The Road to Hong Kong)
- 1962: Die Abenteuer des Kapitän Grant (In Search of the Castaways)
- 1962: Der zweite Mann (The Running Man)
- 1963: Manche mögen’s geheim (Hot Enough for June)
- 1965: Agenten lassen bitten (Masquerade)
- 1966: The Sandwich Man
- 1967: Der Fluch der Mumie (The Mummy's Shroud)
- 1968: The Man in the Iron Mask (Fernsehserie, 3 Folgen)
- 1968: Der Mann mit dem Koffer (Man in a Suitcase, Fernsehserie, 1 Folge)
- 1969: Randall & Hopkirk – Detektei mit Geist (Randall & Hopkirk (Deceased), Fernsehserie, 1 Folge)
- 1970: Im Netz der Abwehr (Underground)
- 1971–1973: Doctor Who (Fernsehserie, 37 Folgen)
- 1972: Antonius und Cleopatra (Antony and Cleopatra)